# خودروی رزمی
خودروی رزمی (انگلیسی: Combat vehicle)

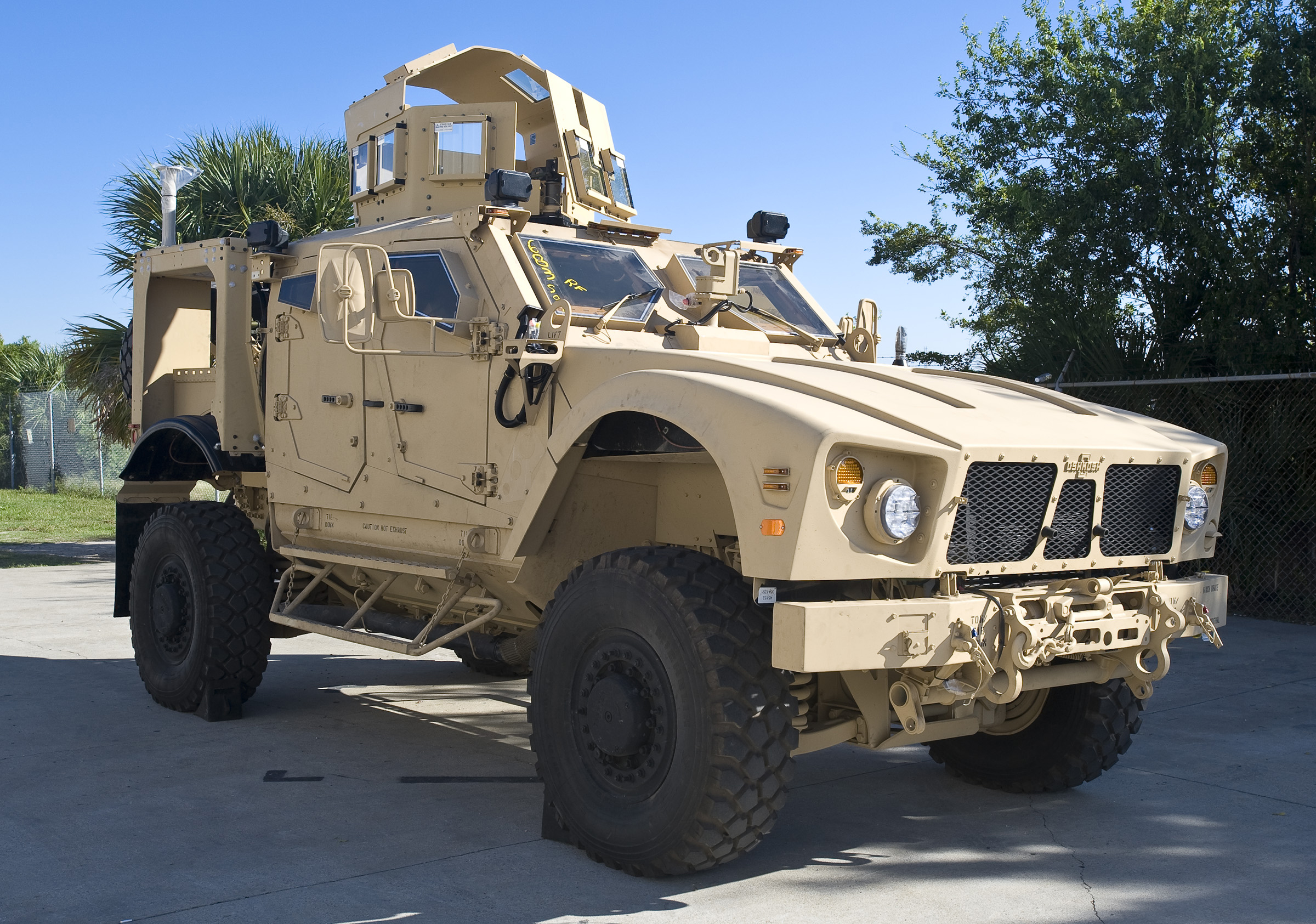
خودروی رزمی ام-ای‌تی‌وی

گونه‌ای از خودروی نظامی است، که اغلب برای رزم‌های زمینی بکار گرفته می‌شود. خودروی رزمی وسیله نقلیه نظامی خودران و مسلح می‌باشد، که برای انجام عملیات رزمی در جنگ مکانیزه مورد استفاده قرار می‌گیرد.